# Бедулита
Бедулита (итал. Bedulita) је насеље у Италији у округу Бергамо, региону Ломбардија.
Према процени из 2011. у насељу је живело 710 становника. Насеље се налази на надморској висини од 596 м.

## Становништво
| 1931. | 1936. | 1951. | 1961. | 1971. | 1981. | 1991. | 2001. | 2011. |
| ----- | ----- | ----- | ----- | ----- | ----- | ----- | ----- | ----- |
| 755   | 616   | 643   | 545   | 483   | 515   | 613   | 710   | 723   |